# Groupe du thiospinelle
Le groupe du thiospinelle est un groupe de minéraux sulfures de formule générale AB2X4 où A est nominalement un métal +2, B est un métal +3 et X est l'anion sulfure S2− ou similaire (séléniure ou tellurure). Thio fait référence au soufre et spinelle indique que leur structure cubique est de type spinelle.
Comme les éléments chalcogènes S, Se et Te sont moins électronégatifs que l'oxygène, la liaison chimique dans ces matériaux est généralement plus covalente que dans les oxospinelles. Certains sont magnétiques ou semi-conducteurs mais d'autres présentent, un comportement métallique, souvent couplé avec des propriétés magnétiques également compliquées. L'attribution de degrés d'oxydation n'est parfois pas toujours si simple que dans les composés oxydes plus ioniques, comme par exemple dans le cas de la carrollite.
Les membres du groupe sont :
- Cadmoindite - CdIn2S4
- Carrollite - CuCo2S4
- Fletchérite - Cu(Ni,Co)2S4
- Greigite - Fe2+Fe3+2S4
- Indite - FeIn2S4
- Kalininite - ZnCr2S4
- Linnaéite - Co2+Co23+S4
- Polydymite - Ni2+Ni23+S4
- Siegénite -  (Ni,Co)3S4
- Tyrrellite - Cu(Co,Ni)2Se4
- Violarite - Fe2+Ni23+S4